# Frequencies
Frequencies (OXV: The Manual) è un film del 2013 diretto da Darren Paul Fisher.

## Trama
La trama si sviluppa in un mondo in cui ogni persona emette una frequenza specifica che determina la sua fortuna, determinando ulteriormente il suo successo nella vita. In questo mondo in cui le relazioni, le connessioni e il valore della vita sono determinati da "frequenze" predestinate, Isaac-Newton Midgeley, noto come Zak, vuole cambiare il suo destino e iniziare una relazione con Marie-Curie Fortuna. Nonostante i suoi insegnanti e i suoi genitori dicano a Zak che Marie e lui sono opposti, Zak tenta in tutta la sua gioventù di corteggiare Marie, senza successo. Marie, essendo ad alta frequenza, non è in grado di provare emozioni; tuttavia, il suo obiettivo è sentire l'amore. L'amico di Zak, Theo, cerca di aiutare Zak ad aumentare la frequenza. Durante la sua adolescenza Zak usa magneti e altri metodi inutilmente. Passati alcuni anni, al compleanno di Marie, Zak afferma di essere in grado di aumentare la sua frequenza e alla fine riesce ad avere un bacio da parte di Marie. I due finiscono per passare la notte insieme. Zak scopre con Theo che le onde sonore, se combinate con parole a doppia sillaba incomprensibili, sono in grado di aumentare temporaneamente la propria frequenza. Creano un dispositivo cellulare che, in base all'ambiente, è in grado di determinare quali parole possono aumentare la frequenza. Tuttavia, Zak e Marie scoprono che le parole in realtà hanno proprietà di controllo mentale e che possono aver causato il loro amore. Un'organizzazione governativa segreta detiene Zak e i suoi amici, rivelando che questo fenomeno era stato conosciuto nel corso della storia e fu lentamente dimenticato. Nel 1760 questo fenomeno aveva perso molto del suo potere. Incapace di contattare Theo, Zak usa una parola per paralizzare il suo rapitore e fuggire.
Fugge a casa di Theo dove il padre di quest'ultimo gli rivela che la musica, in particolare quella di Mozart, era in grado di bilanciare le frequenze di tutti e di annullare le proprietà di controllo di quelle parole. Theo è in grado di calcolare un'equazione basata sulla musica e scoprire che il destino esiste. È in grado di predire il futuro e i destini degli altri. Zak e Marie si rendono conto che il loro amore è stato causato dal destino, non dalla scelta. Trovando questo irrilevante, i due si tengono per mano mentre Theo realizza la perfetta equazione filosofica.

## Riconoscimenti
- Vincitore film più interattivo Fantasia International Film Festival[1]
- Vincitore miglior sceneggiatura Ithaca International Fantastik Film Festival[2]